# Kroatische voetbalbeker 2008/09
De strijd om de Kroatische voetbalbeker 2008/09 (Kroatisch: Hrvatski Nogometni Kup 2008/09) was de 18de editie van deze voetbalbekercompetitie in Kroatië. Het toernooi begon op 27 augustus 2008 met de voorronde en eindigde met de finales op 13 en 28 mei 2009. Dinamo Zagreb versloeg Hajduk Split in de finale na strafschoppen. Aan het toernooi deden in totaal 48 clubteams mee.

## Voorronde
De wedstrijden werden gespeeld op 27 augustus 2008.
| #  | Thuis                | Uitslag            | Bezoekers          |
| -- | -------------------- | ------------------ | ------------------ |
| 1  | Žminj                | 0–2                | Gaj Mače           |
| 2  | Moslavina            | 7–0                | Istra Tar          |
| 3  | Croatia Đakovo       | 1–3                | Polet Buševec      |
| 4  | Bjelovar             | 2–4                | Zagora             |
| 5  | Orijent              | 1–0                | Raštane            |
| 6  | Novalja              | 0–1                | Metalac Sisak      |
| 7  | Međimurje            | 3–0                | Trogir             |
| 8  | Suhopolje            | 1–1 (n.v), 5–4 (p) | Križevci           |
| 9  | Mladost Cernik       | 2–0                | Slavija Pleternica |
| 10 | Vukovar '91          | 3–2                | Podravina          |
| 11 | Nedelišće            | 1–3                | Karlovac           |
| 12 | Garić Garešnica      | 1–4                | Grafičar Vodovod   |
| 13 | Mladost Molve        | 3–4 (aet)          | Konavljanin        |
| 14 | Hrvatski Dragovoljac | 1–0                | Graničar           |
| 15 | Lučko                | 11–1               | Sračinec           |
| 16 | Vinogradar           | 1–2                | Oriolik            |

## Eerste ronde
De wedstrijden werden gespeeld op 23 en 24 september 2008.
| #  | Thuis                | Uitslag            | Bezoekers      |
| -- | -------------------- | ------------------ | -------------- |
| 1  | Gaj Mače             | 1–5                | Dinamo Zagreb  |
| 2  | Metalac Sisak        | 0–6                | Rijeka         |
| 3  | Orijent              | 1–4                | Hajduk Split   |
| 4  | Mladost Cernik       | 0–1                | Varteks        |
| 5  | Polet Buševec        | 0–2                | Slaven Belupo  |
| 6  | Zagora Unešić        | 2–1                | Osijek         |
| 7  | Grafičar Vodovod     | 1–3                | NK Zagreb      |
| 8  | Suhopolje            | 1–2                | Cibalia        |
| 9  | Oriolik              | walkover1          | Kamen Ingrad   |
| 10 | Lučko                | 3–5                | Inter Zaprešić |
| 11 | Karlovac             | 1–1 (n.v), 7–6 (p) | Istra 1961     |
| 12 | Moslavina            | 2–1                | Šibenik        |
| 13 | Vukovar '91          | 0–1                | Pomorac        |
| 14 | Konavljanin          | 1–0                | Belišće        |
| 15 | Zadar                | 3–0                | Naftaš HAŠK    |
| 16 | Hrvatski Dragovoljac | 1–0                | Međimurje      |

1Kamen Ingrad trok zich terug na financiële probelemen

## Tweede ronde
Wedstrijden werden gespeeld op 29 oktober 2008
| # | Thuis                | Uitslag              | Bezoekers     |
| - | -------------------- | -------------------- | ------------- |
| 1 | Hrvatski Dragovoljac | 0–6                  | Dinamo Zagreb |
| 2 | Zadar                | 2–2 (n.v), 6–7 (pen) | Rijeka        |
| 3 | Konavljanin          | 0–2                  | Hajduk Split  |
| 4 | Pomorac              | 2–0                  | Varteks       |
| 5 | Moslavina            | 0–2                  | Slaven Belupo |
| 6 | Zagora Unešić        | 2–1                  | Karlovac      |
| 7 | Inter Zaprešić       | 0–2                  | NK Zagreb     |
| 8 | Oriolik              | 0–4                  | Cibalia       |

## Kwartfinale
De loting werd gehouden op 30 oktober 2008. De heenduels werden gespeeld op 12 november 2008 en de returns op 26 november 2008.
| Team 1        | Tot.          | Team 2        | 1e wedstr. | 2e wedstr. |
| ------------- | ------------- | ------------- | ---------- | ---------- |
| Rijeka        | 4–4 (2–4 pen) | NK Zagreb     | 2–2        | 2–2 (n.v)  |
| Pomorac       | 2–2 (2–4 pen) | Cibalia       | 1–1        | 1–1 (n.v)  |
| Hajduk Split  | 0–0 (7–6 pen) | Slaven Belupo | 0–0        | 0–0 (n.v)  |
| Zagora Unešić | 2–7           | Dinamo Zagreb | 1–2        | 1–5        |

## Halve finale

### Heenduels
|                        |                                                                      |         |                   |                                                                                   |
| 4 maart 2009 15:30 CET | Hajduk Split                                                         | 4 – 1   | Cibalia           | Poljud Stadion, Split Toeschouwers: 5.000 Scheidsrechter: Domagoj Vučkov (Rijeka) |
| 4 maart 2009 15:30 CET | Marin Tomasov 12' Drago Gabrić 34' Mirko Oremuš 37' Boris Pandža 85' | Verslag | 29' Željko Malčić | Poljud Stadion, Split Toeschouwers: 5.000 Scheidsrechter: Domagoj Vučkov (Rijeka) |

|                        |           |         |                                      |                                                                                    |
| 4 maart 2009 17:00 CET | NK Zagreb | 0 – 2   | Dinamo Zagreb                        | Kanjčevićeva, Zagreb Toeschouwers: 2.500 Scheidsrechter: Marijo Strahonja (Zagreb) |
| 4 maart 2009 17:00 CET |           | Verslag | 29' Ilija Sivonjić 55' Pedro Morales | Kanjčevićeva, Zagreb Toeschouwers: 2.500 Scheidsrechter: Marijo Strahonja (Zagreb) |

### Return
|                         |         |       |              |                                                                                        |
| 18 maart 2009 17:00 CET | Cibalia | 0 – 0 | Hajduk Split | Stadion Cibalia, Vinkovci Toeschouwers: 2.500 Scheidsrechter: Danijel Trampus (Osijek) |
| 18 maart 2009 17:00 CET | Verslag |       |              | Stadion Cibalia, Vinkovci Toeschouwers: 2.500 Scheidsrechter: Danijel Trampus (Osijek) |

Hajduk Split wint met 4-1 over twee wedstrijden
|                         |                                                                               |         |                           |                                                                                       |
| 18 maart 2009 17:00 CET | Dinamo Zagreb                                                                 | 4 – 1   | NK Zagreb                 | Maksimir Stadion, Zagreb Toeschouwers: 1.000 Scheidsrechter: Igor Pristovnik (Zagreb) |
| 18 maart 2009 17:00 CET | Mario Mandžukić 10' Mario Mandžukić 18' Mario Mandžukić 38' Pedro Morales 88' | Verslag | 87' (pen.) Davor Vugrinec | Maksimir Stadion, Zagreb Toeschouwers: 1.000 Scheidsrechter: Igor Pristovnik (Zagreb) |

Dinamo Zagreb wint met 6-2 over twee wedstrijden

## Finale

### Eerste duel
|                   |                                                           |        |              |                                                                                     |
| 13 mei 20:15 CEST | Dinamo Zagreb                                             | 3 – 0  | Hajduk Split | Maksimir Stadion, Zagreb Toeschouwers: 20.000 Scheidsrechter: Bruno Marić (Daruvar) |
| 13 mei 20:15 CEST | Mario Mandžukić 13' Sammir 29' (pen.) Mario Mandžukić 57' | Report |              | Maksimir Stadion, Zagreb Toeschouwers: 20.000 Scheidsrechter: Bruno Marić (Daruvar) |

### Tweede duel
|              |                                                                              |        |                                                             |                                                                                      |
| 28 mei 20:00 | Hajduk Split                                                                 | 3 – 0  | Dinamo Zagreb                                               | Poljud Stadion, Split Toeschouwers: 18.000 Scheidsrechter: Domagoj Ljubičić (Osijek) |
| 28 mei 20:00 | Nikola Kalinić 56' Mladen Bartolović 58' Nikola Kalinić 75'                  | Report |                                                             | Poljud Stadion, Split Toeschouwers: 18.000 Scheidsrechter: Domagoj Ljubičić (Osijek) |
| 28 mei 20:00 | Strafschoppen                                                                |        |                                                             | Poljud Stadion, Split Toeschouwers: 18.000 Scheidsrechter: Domagoj Ljubičić (Osijek) |
| 28 mei 20:00 | Nikola Kalinić Giovanni Rosso Mladen Bartolović Senijad Ibričić Srđan Andrić | 3 – 4  | Igor Bišćan Sammir Milan Badelj Pedro Morales Mirko Hrgović | Poljud Stadion, Split Toeschouwers: 18.000 Scheidsrechter: Domagoj Ljubičić (Osijek) |

1992 · 
1993 · 
1994 · 
1995 · 
1996 · 
1997 · 
1998 · 
1999 · 
2000 · 
2001 · 
2002 · 
2003 · 
2004 · 
2005 · 
2006 · 
2007 · 
2008 · 
2009 · 
2010 · 
2011 · 
2012 · 
2013 · 
2014 · 
2015 · 
2016 · 
2017 ·
2018 ·
2019 ·
2020